# Cosmoscarta margheritae
Cosmoscarta margheritae is een halfvleugelig insect uit de familie van de schuimcicaden (Cercopidae). De wetenschappelijke naam van deze soort is voor het eerst geldig gepubliceerd in 1908 door William Lucas Distant.